# RK Borac Zagreb
Rukometni klub Borac (RK Borac; Borac) je bio muški rukometni klub iz Zagreba. 

## O klubu
Klub je osnovan 1957. godine kao rukometna sekcija Sportskog društva "Borac". 1979. godine osvaja Prvenstvo SR Hrvatske i plasira se u Drugu saveznu ligu u kojoj igra do 1984. godine. Od 1983. godine igra pod nazvom "Borac-Papirtrade". Do raspada SFRJ nastupa u Hrvatskoj regionalnoj ligi – Centar, Hrvatskoj republičkoj ligi i Drugoj saveznoj ligi. Klub u međuvremenu vraća ime "Borac". 
 
Po raspadu SFRJ i prve sezone po osamostaljenju Hrvatske – 1992. – nastupa u 1.B ligi. U sezoni 1992./93. igra u 1.A HRL pod nazivom "Chipoteka", odnosno "Borac-Chipoteka". 1993. godine se klub spaja s članom 2. HRL – Sjever – "Zaprešićom" i klub seli u Zaprešić, te igra pod imenom "Zaprešić – Borac", odnosno Borac Zaprešić. Međutim, klub upada u financijske probleme, na kraju sezone 1993./94. ispada iz .lige i klub se gasi. 
 
Klub je dobitnik "Nagrade Skupštine grada Zagreba" 1980. godine. 

## Uspjesi
Republičko prvenstvo SR Hrvatske
- prvak: 1979.

Omladinsko prvenstvo SR Hrvatske
- prvaci: 1980.

## Unutrašnje poveznice
- RK Zaprešić